# Samurai Shodown III
Samurai Shodown III: Blades of Blood (również jako Samurai Spirits: Peerless Blade of Zankuro) – stworzona i wydana w 1995 roku przez SNK Playmore bijatyka 2D, bazująca na walce przeróżną bronią białą i osadzona w Japonii, w czasach samurajów. Gracz ma do wyboru dwanaście dostępnych postaci - każdą z nich da się prowadzić w dwóch trybach, "Slash" i "Bust" będące odpowiednikami "rycerstwa" i "zdrady", po czym prowadzi ją przez serię pojedynków do walki z bossem.